# Aşağı Çəmənli
Aşağı Çəmənli è un comune dell'Azerbaigian situato nel distretto di Beyləqan. Conta una popolazione di 1 143 abitanti.